# Wyandotte County
Wyandotte County je okres ve státě Kansas v USA. K roku 2010 zde žilo 157 505 obyvatel. Správním městem okresu je Kansas City. Celková rozloha okresu činí 403 km².